# Piper ostii
Piper ostii är en pepparväxtart som beskrevs av William Trelease. Piper ostii ingår i släktet Piper och familjen pepparväxter. Inga underarter finns listade i Catalogue of Life.